# 2017년
2017년은 일요일로 시작하는 평년이다.

## 사건

### 1월
- 1월 1일
  - 박근혜 대통령이 청와대 출입기자들과 신년 기자 간담회를 열었다.
  - 반기문의 제8대 유엔사무총장 임기가 종료되고 안토니우 구테흐스의 제9대 유엔사무총장 임기가 시작되었다.
  - 튀르키예 이스탄불의 나이트클럽에서 폭탄테러가 발생해 39명이 사망하고 69명이 부상을 입었다.
- 1월 2일 - 덴마크 올보로에서 도피중이던 정유라가 현지 경찰에 의해 체포되었다.
- 1월 6일 - 미국 플로리다주 포트로더데일 포트로더데일 공항에서 총기 난사 사건이 발생해 5명이 사망하고 8명이 부상을 입었다.
- 1월 8일 - 이스라엘 예루살렘의 군사 기지에서 폭탄테러가 발생해 5명이 사망하고 17명이 부상을 입었다.
- 1월 17일 - 서아프리카 경제 공동체가 감비아에서 군사 개입을 일으켰다.
- 1월 18일 - 말리 가오의 군사 기지에서 폭탄테러가 발생해 77명이 사망하였다.
- 1월 20일 - 도널드 트럼프가 미국의 제45대 대통령으로 공식 취임하였다.
- 1월 21일
  - 감비아 정부의 항복으로 야히아 자메의 대통령직에서 축출되어 기니로 망명하였다.
  - 파키스탄의 한 채소시장에서 폭탄 테러가 발생해 25명이 사망하고 87명이 부상을 입었다.
- 1월 27일 - 도널드 트럼프 미국 대통령이 테러리스트 입국으로부터 미국을 보호하는 행정명령에 서명하면서 이란, 시리아, 이라크등 7개 국가 출신의 무슬림 이민자들의 비자 발급 및 입국을 금지하였다.
- 1월 30일 - 1984년 아프리카 연합에서 탈퇴했던 모로코가 연합에 재가입하였다.

### 2월
- 2월 2일 - 대한민국의 운송기업 한진해운이 파산했다.
- 2월 4일 - 경기도 동탄 메타폴리스에서 대형 화재 사고가 발생해 4명이 사망하고 40명이 부상을 입었다.
- 2월 8일 - 모하메드 압둘라히 모하메드가 소말리아의 새 대통령으로 선출되었다.
- 2월 12일 - 프랑크발터 슈타인마이어가 독일의 제12대 대통령으로 당선되었다.
- 2월 13일 - 조선민주주의인민공화국 김정일 국방위원장의 장남이자 김정은 국방위원장의 이복형인 김정남이 말레이시아 쿠알라룸푸르 국제공항에서 암살당했다.

### 3월
- 3월 6일
  - 조선민주주의인민공화국이 미사일을 발사하였다.
  - 주한미군이 조선민주주의인민공화국의 탄도 미사일 위협에 대응한 THAAD(종말고고도지역방어) 대탄도 미사일 체계를 대한민국에 전격적으로 배치하였다.
- 3월 7일 - 김정남 피살로 말레이시아와 조선민주주의인민공화국의 관계가 악화되어 양측 모두 자국 내 상대국민의 출국을 금지하였다.
- 3월 8일 - 러시아 혁명 100주년.
- 3월 10일 - 대한민국 헌법재판소가 박근혜 대통령 탄핵 소추안을 인용하면서 박근혜 대통령은 최종 파면되어 4년간의 대통령 임기가 종료되었다.
- 3월 22일
  - 영국 런던 웨스트민스터 궁전 근처에서 총격사건이 발생하여 5명이 사망하고 41명이 부상을 입었다.
  - 2014년 4월 16일에 침몰한 세월호의 인양 작업이 본격적으로 시작되었다.
- 3월 31일 - 박근혜 전 대한민국 대통령이 뇌물 혐의 등으로 구속되어 서울구치소에 수감되었다.

### 4월
- 4월 3일 - 러시아 상트페테르부르크 지하철에서 폭탄테러가 발생해 14명이 사망하고 64명이 부상을 입었다.
- 4월 7일 - 스톡홀름 백화점에서 총격사건이 발생해 4명이 사망하고 15명이 부상을 입었다.
- 4월 9일 - 이집트 알렉산드리아와 탄타의 콥트교 교회 두 곳에서 폭탄테러가 발생해 44명이 사망하고 126명이 부상을 입었다.
- 4월 12일 - 누르술탄 나자르바예프 카자흐스탄 대통령이 카자흐어의 표기 문자를 키릴 문자에서 로마자로 바꿀 것을 정부에 지시했다.
- 4월 23일 - 프랑스에서 1차 2017년 프랑스 대통령 선거가 치러졌다.

### 5월
- 5월 6일 - 강릉과 삼척에서 발생한 산불로 축구장 면적(0.714ha)의 1,424배에 달하는 산림 1,017ha가 소실되었다.
- 5월 7일 - 프랑스에서 2차 2017년 프랑스 대통령 선거가 실시되었다. 그 결과 에마뉘엘 마크롱이 당선되었다.
- 5월 9일 ~ 5월 10일 - 대한민국 제19대 대통령 선거가 실시되었으며, 이튿날 문재인이 당선되어 대한민국 제19대 대통령 문재인이 취임함으로써 문재인 정부가 출범하였다.
- 5월 12일 - 전세계 99개국에서 워너크라이 랜섬웨어 공격으로 100대 이상의 컴퓨터가 감염되고, 세계 곳곳의 기관이 피해를 입었다.
- 5월 22일 - 영국 잉글랜드 맨체스터에 위치한 맨체스터 아레나에서 폭탄테러가 발생해 22명이 사망하고 50명이 부상을 입었다.
- 5월 23일 - 문재인 대통령이 노무현 대통령 서거 8주기 추도식에 참여했다.
- 5월 31일 - 아프가니스탄 카불 독일 대사관 부근에서 폭탄테러가 발생해 100명이 사망하고 463명이 부상을 입었다.

### 6월
- 6월 3일 - 영국 잉글랜드 런던의 런던 브리지와 버러 마켓에서 폭탄테러가 발생해 9명이 사망하고 30명이 부상을 입었다.
- 6월 4일 - 이란 테헤란의 루홀라 호메이니 영묘와 이란 의회에서 폭탄테러가 발생해 13명이 사망하고 43명이 부상을 입었다.
- 6월 5일
  - 사우디아라비아, 아랍에미리트, 바레인, 예멘, 이집트, 리비아 등이 카타르와 외교관계를 집단으로 단교를 하였다.
  - 몬테네그로가 북대서양 조약 기구(NATO)에 가입하였다.
- 6월 8일 - 제56회 영국 총선이 실시되었다.
- 6월 14일 - 영국 런던의 임대아파트 그렌펠 타워에서 화재 참사가 발생해 79명이 사망하고 74명이 부상을 입었다.
- 6월 17일 - 태평양 함대 소속 제7함대의 이지스 구축함 USS 피츠제럴드(DDG 62)가 일본 요코스카에서 56해리 떨어진 해상에서 필리핀 컨테이너선 ACX 크리스탈(2만9000t급)과 충돌했다.

### 7월
- 7월 4일 - 북한이 여섯 번째 ICBM 미사일 도발을 감행하였다.
- 7월 7일 - 독일 함부르크에서 G20 정상회의가 개최되었다.
- 7월 16일 -  충청권 및 수도권 지역에 쏟아진 기록적인 폭우. 특히, 충북 청주와 충남 천안, 그리고 인천의 피해가 가장 심했고, 세종, 증평, 괴산 및 서울 일부 자치구와 시흥을 비롯한 경기도 일부에도 폭우가 쏟아졌다.
- 7월 31일 - 대한민국의 여행금지제도가 폐지되었다.

### 8월
- 8월 8일 - 중국 쓰촨성 북쪽 290km 지역 아바주 주자이거우현에서 규모 7.0 강진이 발생하였다.
- 8월 15일 - 대만에서 대규모 블랙아웃이 발생했다.
- 8월 17일 - 문재인 대통령이 취임 100일을 맞이하여 기자회견을 열었다.
- 8월 18일 - 스페인 바르셀로나에서 차량테러가 발생해 14명이 사망하고 100여명이 부상을 입었다.
- 8월 21일
  - 99년만의 개기일식이 오리건주에서 시작, 미국 전역에서 관측되었다.
  - 미 해군 태평양 함대 소속 제7함대의 이지스 구축함 존 S. 매케인이 싱가포르의 항구에 정박하기 위해 이동 중 유조선 알닉 MC(Alnic MC)와 충돌했다.
- 8월28일 - 지난 2008년 이명박 정부 시절 낙하산 사장 반대 투쟁으로 해직기자 6명중 3명이 복직했다.

### 9월
- 9월 3일 - 조선민주주의인민공화국이 6차 핵실험을 강행했다.
- 9월 4일 - KBS, MBC가 총파업을 단행했다.
- 9월 6일 - 허리케인 어마가 미국 플로리다주, 카리브해를 강타하였다.
- 9월 8일 -  일본 아키타 지진과 멕시코 피히히아판 대지진이 발생하였다.
- 9월 11일 - 노르웨이에서 총선이 실시되었다.
- 9월 13일 - 중동호흡기증후군 코로나바이러스(메르스) 감염에 의한 최장기 입원 환자인 74번 환자가 투병 중 사망했다.
- 9월 20일
  - 허리케인 마리아가 플로리다, 카리브 해에 상륙한 지 2주 만에 또 다시 카리브 해를 강타하였다.
  - 뉴질랜드에서 규모 6.1의 지진이 발생한 가운데 대만에서도 규모 5.7의 지진이 발생하였다.
- 9월 21일 - 일본 이와테현 가마이시시 동쪽 바다쪽에서 규모 6.1 강진이 발생하였다. 또한 인도네시아 수라바야에서 규모 5.7, 바누아투에서 규모 6.4 강진이 발생했었다.
- 9월 22일 - 미국 캘리포니아 북부에서 규모 5.8, 5.6 지진이 엿달아 발생하였다.
- 9월 23일 - 멕시코 푸에블라 주에 규모 6.1의 여진이 발생하였다.
- 9월 24일 - 독일에서 총선이 실시되었다. 그 결과, 앙겔라 도로테아 메르켈이 4선에 성공하였다.
- 9월 25일 - 이라크에쿠르드 자치구에서 독립을 묻는 국민투표가 실시되었다. 실시된 결과, 92.73%가 독립에 찬성하였다.
- 9월 26일 - 남태평양 피지 제도 동부 통가 남쪽 330km 떨어진 해역에서 규모 6.4 강진이 발생하였다.
- 9월 28일 - 부산항 감만부두의 컨테이너 야적장 주변에서 붉은불개미가 발견되었다.

### 10월
- 10월 1일
  - 스페인 카탈루냐 집행평의회에서 독립을 묻는 국민투표가 실시되었다. 그러나, 91.96%가 독립에 찬성하자, 이는 곧 헌정위기를 맞았다.
  - 미국 라스베이거스에서 총격사건이 발생해 59명이 사망하고 530명이 부상을 입었다.
- 10월 2일 - 캐나다의 새 총독, 줄리 파예트가 임기를 시작하였다.
- 10월 14일 - 소말리아 모가디슈에서 폭탄 테러가 발생해 350명이 사망하고 450명이 부상을 입었다.
- 10월 22일 - 일본에서 제48회 일본 중의원 의원 총선거가 실시되었다.
- 10월 27일 - 카탈루냐 공화국이 독립하였다.
- 10월 25일
  - 일본 가나가와현에서 토막 살인 사건이 일어났다.
  - 대한민국의 배우 김주혁이 교통사고로 인해 사망하였다.

### 11월
- 11월 5일 - 미국 텍사스주 샌안토니오에서 총격사건이 발생해 26명이 사망하고 20명이 부상을 입었다.
- 11월 12일 - 이란과 이라크 지역 국경 사이 케르만샤주에서 지진이 발생하여 이란 국영아파트가 무너지고 345명이 사망하고 1500명이 부상을 입었다.
- 11월 13일 - 북한군 병사 귀순 총격사건이 일어났다.
- 11월 14일 - 짐바브웨에서 쿠데타가 발생하여 37년간 장기 집권 중이던 로버트 무가베 대통령이 가택 연금되었다.
- 11월 15일 - 경상북도 포항시 북구 흥해읍 남송리 북쪽 9 km 지점에서 규모 5.4의 지진이 발생해 128명이 부상을 입었다.
- 11월 16일
  - 중화인민공화국이 중화민국과 국교를 맺은 나라에 대한 자국인의 단체여행을 금지되었다.
  - 베네수엘라가 채무불이행을 선언하고 국가부도상태가 되었다.
- 11월 19일 - 미국의 범죄자 찰스 맨슨이 노환으로 자연사했다.
- 11월 20일 - 남태평양 뉴칼레도니아 해상에서 진도 7.0의 강진이 발생하였다.
- 11월 21일 - 미국 정부가 조선민주주의인민공화국을 테러 지원국으로 다시 지정하였다.
- 11월 22일
  - 유엔사에서 귀순북한군 총격사건에 대하여 JSA 군사분계선 넘은 것은 명백한 유엔 정전협정 위반이라는 중요한 결론을 내렸다.
  - 로버트 무가베 짐바브웨 대통령이 사임서를 제출하고 하야하였다. 이에 탄핵 절차가 중단되었고, 37년간의 독재가 막을 내렸다.
  - 이집트 시나이반도 이슬람사원에서 벌어진 '최악'의 폭탄·총격 테러로 목숨을 잃은 사람이 300명을 넘어섰다.
- 11월 29일 - 조선민주주의인민공화국이 평남 평성서 동해로 화성-15형 미사일을 동해로 발사하였다또한 미사일의 도발이 계속될것으로 예상하였다.

### 12월
- 12월 3일 - 대한민국 인천 영흥도 영흥대교 인근 해상에서 22명(선원2명 포함)이 승선한 낚싯배 선창1호의 선체 측면을 급유선 명진15호가 들이받아 배가 전복되는 사고가 발생하였다.
- 12월 14일 - 검찰이 최순실에게 25년 구형을 선고하였다.
- 12월 15일 - 우병우 전 청와대 민정수석이 검찰의 세 번째 영장청구 끝에 구속되었다.
- 12월 16일 - 이대목동병원에서 81분 사이에 미숙아 신생아 4명이 잇따라 사망하는 사건이 발생하였다.
- 12월 18일 - 대한민국의 가수 샤이니의 멤버 종현이 사망하였다.[1]
- 12월 21일 - 충청북도 제천시 하소동의 스포츠센터에서 화재가 발생해 29명이 사망하고 37명이 부상을 입었다.
- 12월 24일 - 미국 플로리다주 바토 지역공항에서 이륙하던 세스나 340 쌍발엔진 경비행기가 추락해 탑승자 5명이 사망하였다.
- 12월 28일
  - 전주 5세 여아 살해 사건 용의자 아버지(친부)가 전주 덕진경찰서로 압송되었다.[2]
  - 1916년에 지어진 미국 뉴욕 브롱크스의 5층 짜리 아파트에서 불이나 다수의 사상자가 발생하였다.
- 12월 31일
  - 대한민국 제주 추자도 남쪽 해상에서 저인망 어선 현진호가 전복되는 사고가 발생하였다.
  - 호주 시드니 뉴사우스웨일스주 코완 크릭 예루살렘 베이에서 de Havilland Canada DHC-2 Beaver 수상 경비행기(1963년 제작)가 강으로 추락, 세계 최대 케이터링(출장 연회 서비스) 업체인 영국 컴퍼스그룹(Compass Group)의 CEO인 리처드 커즌스(Richard Cousins) 포함 가족 5명, 조종사 1명 등 탑승자 6명이 사망하였다.

## 문화
- 1월 1일
  - 국가직 공무원 시험에서 컴퓨터 자격증 가산점 제도가 폐지되었다.
  - 대한민국의 YTN 라이프, CH.DIA 개국.
- 1월 5일 - 세종도시교통공사가 설립됐다.
- 1월 13일 - 남해고속도로제3지선이 개통됐다.
- 1월 14일 - 2017년 아프리카 네이션스컵이 가봉에서 개막하였다.
- 1월 28일 - 2017년 동계 유니버시아드가 카자흐스탄 알마티에서 개막하였다.
- 1월 30일 - 미스유니버스 2016 대회에서 프랑스 치대생 이리스 미테네어가 85개국 참가자를 제치고 우승하였다. 프랑스 첫 우승 1953년 이후 64년만에 두번째 우승을 달성하였다.
- 2월 1일 - 은유출판이 사옥을 서울특별시 은평구 불광동에서 갈현동으로 이전하였다.
- 2월 5일 - 2017년 아프리카 네이션스컵이 가봉에서 폐막하였다. 카메룬이 우승을 차지했다.
- 2월 8일 - 2017년 동계 유니버시아드가 카자흐스탄 알마티에서 폐막하였다.
- 2월 10일 - 걸그룹 원더걸스가 데뷔 10년 만에 해체되었다.
- 2월 17일 - 전라남도 광양시 광양읍에 위치한 도로교통공단 광양운전면허시험장이 개장하였다.
- 2월 19일 - 2017년 동계 아시안 게임이 일본 삿포로에서 개막하였다.
- 2월 26일
  - 2017년 동계 아시안 게임이 일본 삿포로에서 폐막하였다.
  - 제89회 아카데미상에서 작품상으로 《문라이트》, 감독상으로 데이미언 셔젤, 남우주연상으로 케이시스 애플렉, 여우주연상으로 엠마 스톤이 수상했으며, 《라라랜드》는 6개부문을 수상하였다.
- 3월 4일 - K리그 클래식 2017, K리그 챌린지 2017이 개막하였다.
- 3월 6일 - 2017년 월드 베이스볼 클래식이 개막하였다.
- 3월 10일 - 콩스컬 아일랜드가 개봉했다
- 3월 22일 - 2017년 월드 베이스볼 클래식이 폐막하였다.
- 3월 23일 - 수도권제2순환고속도로의 남항교차로-서김포통진IC 구간이 개통되었다.
- 3월 31일 - 2017년 KBO 리그가 개막하였다.
- 4월 3일 - 대한민국 서울에서 롯데월드타워가 오픈되었다.
- 4월 11일 - 마이크로소프트에서 윈도우 비스타와 인터넷 익스플로러 9의 모든 지원을 종료했다.
- 4월 20일
  - 부산 도시철도 1호선 신평역 ~ 다대포해수욕장역 연장 구간이 개통되었다.
  - 톈저우 1호가 발사되었다.
- 4월 22일 - MBC TV 쇼! 음악중심 순위제가 다시 시행되었다.
- 4월 25일 - 고덕대교가 착공되었다.
- 4월 26일 - 대한민국 한국선거방송 개국하였다.
- 4월 27일 - 2017년 FIFA 비치사커 월드컵이 바하마에서 개최되었다.
- 5월 2일 - 한국프로농구 KBL 챔피언 결정전 6차전에서 안양 KGC인삼공사 농구단이 서울 삼성 썬더스를 88대 86으로 꺾고 시리즈 전적 4승 2패로 2012년 이후 5년만에 통산 2번째 우승을 달성하였다.
- 5월 7일 - 2017년 FIFA 비치사커 월드컵이 바하마에서 폐막하였다.
- 5월 13일 - 제8대 천주교 전주교구장 김선태 주교의 주교 서품 및 착좌 미사가 거행되었다.
- 5월 15일 - 이스라엘 방송 공사가 출범하였다. KAN 11과 Mekan 33의 개국과 함께 이스라엘 방송 기관은 폐국되었다.
- 5월 20일
  - 서울역고가도로의 공원화가 완료되어 서울로 7017이 개장되었다.
  - 2017년 FIFA U-20 월드컵이 대한민국에서 개막되었다.
- 5월 31일
  - 수도권에서 지상파 UHD 방송이 개시되었다.
  - 서울메트로와 서울특별시 도시철도공사가 서울교통공사로 통합 출범하였다.
- 6월 7일 - 걸그룹 씨스타가 데뷔 7년 만에 해체되었다.
- 6월 7일 - 2017년 세계 박람회가 카자흐스탄에서 개막되었다.
- 6월 8일 - 2017년 FIFA U-20 월드컵이 대한민국에서 폐막하였다.
- 6월 12일 - 걸그룹 큐트가 데뷔 12년 만에 해체되었다.
- 6월 14일 - 경부고속도로 활천IC가 개통됐다.
- 6월 16일 - 수원역 환승센터가 개장.
- 6월 17일 - 2017년 FIFA 컨페더레이션스컵이 러시아에서 개최되었다.
- 6월 18일 - 멜키트 그리스 가톨릭교회 시노드에서 유세프 아비시 주교가 새 총대주교로 선출되었다.
- 6월 22일 - 하이패스 전용 나들목 경부고속도로 옥산IC의 부산방향 진출입로가 개통되었다.
- 6월 27일 - 2017년 세계 태권도 선수권 대회가 대한민국 무주군에서 개막하였다.
- 6월 28일 - 영천상주고속도로가 개통되었다.
- 6월 30일 - 2017년 세계 태권도 선수권 대회가 대한민국 무주군에서 폐막하였다.
- 7월 2일
  - 2017년 FIFA 컨페더레이션스컵 결승전에서 독일이 칠레를 1대 0으로 꺾고 우승을 차지하였다.
  - 2017년 FIFA 컨페더레이션스컵이 러시아에서 폐막하였다.
- 7월 14일 - 2017년 세계 수영 선수권 대회가 헝가리 부다페스트에서 개막하였다.
- 7월 20일 - 2017년 월드 게임이 브로츠와프에서 개막하였다.
- 7월 21일 - 스플래툰 2가 출시되었다.
- 7월 22일 - 미국의 차세대 제럴드 R. 포드급 항공모함 USS 제럴드 R. 포드 (CVN-78)의 취역식이 버지니아주 노퍽 해군기지에서 열렸다.
- 7월 30일
  - 2017년 세계 수영 선수권 대회가 헝가리 부다페스트에서 폐막하였다.
  - 2017년 월드 게임이 브로츠와프에서 폐막하였다.
- 8월 5일 - 2017년 세계 육상 선수권 대회가 영국 런던에서 개막하였다.
- 8월 7일
  - 한국교육방송공사(EBS)가 일산신도시 한류월드로 사옥을 이전하였다.
  - Mnet PRODUCE 101 시즌 2을 통해 탄생한 보이그룹 워너원이 데뷔하였다.
- 8월 13일 - 2017년 세계 육상 선수권 대회가 영국 런던에서 폐막하였다.
- 8월 15일 - 블리자드의 인기 게임으로 스타크래프트의 리메이크작인 스타크래프트 리마스터가 출시되었다.
- 8월 19일 - 2017년 하계 유니버시아드가 중화 타이베이 타이베이시에서 개막하였다.
- 8월 24일 - 삼성전자가 갤럭시 노트8를 공개하였다.
- 8월 30일 - 2017년 하계 유니버시아드가 중화 타이베이 타이베이시에서 폐막하였다.
- 9월 1일
  - 2017년 18세 이하 청소년 야구 월드컵이 캐나다에서 개막하였다.
  - 고객이 계좌를 개설할 때 종이통장 발급 여부를 선택하게 하는 '통장 기반 금융거래 관행 혁신' 2단계 방안이 실행되었다.
- 9월 2일
  - 서울 경전철 우이신설선이 개통되었다.
  - 2017년 18세 이하 청소년 야구 월드컵이 캐나다에서 폐막하였다.
- 9월 10일 - 2017년 세계박람회가 카자흐스탄 아스타나에서 폐막하였다.
- 9월 13일 - 2024년 하계 올림픽 개최지는 프랑스프랑스 파리가 뒤이어 미국 로스엔젤레스는 2028년 하계 올림픽 개최지로 동시에 선정되었다.
- 9월 17일 - 2017년 실내 무도 아시안 게임이 투르크메니스탄의 아시가바트에서 개막하였다.
- 9월 19일 - 구덕야구장이 철거되었다.
- 9월 22일 - 톈저우 1호가 착륙되었다.
- 9월 27일
  - 2017년 실내 무도 아시안 게임이 투르크메니스탄의 아시가바트에서 폐막하였다.
  - 제2경인고속도로 안양~성남 구간이 개통되었다.
- 10월 3일 - 삼성 라이온즈의 이승엽 선수가 은퇴하였다.
- 10월 6일
  - 마리오&루이지 RPG (닌텐도 3DS)가 출시되었다.
  - 2017년 FIFA U-17 월드컵이 인도에서 개막하였다.
- 10월 10일 - 마이크로소프트에서 마이크로소프트 오피스 2007의 판매와 지원을 종료되었다.
- 10월 14일 - V-리그 2017-18가 개막과 함께 한국프로농구 2017-18가 개막하였다.
- 10월 21일 - 제주극동방송 AM방송이 개국하였다.(주파수 FM 104.7MHz) (호출부호 및 출력 : HLAZ-SFM 1KW)
- 10월 23일 - 유엔 창설 72주년
- 10월 27일 ~ 10월 28일 - 제5회 전국발달장애인 자조단체대회 한국 피플퍼스트 대회가 서울 여의도 중소기업 중앙회관 지하 1층 그랜드홀, 보신각에서 1박 2일간 개최하였다.
- 10월 28일 - 2017년 FIFA U-17 월드컵이 인도에서 폐막하였다.
- 10월 30일
  - KBO 리그 한국시리즈 5차전에서 KIA 타이거즈가 두산 베어스를 7대 6으로 꺾고 시리즈 전적 4승 1패로 2009년 이후 8년만에 통산 11번째 우승을 달성하였다.
  - 마르틴 루터로부터 시작된 종교개혁이 500주년이 되는 날이다.
- 10월 31일 - 무궁화 위성 5A호 발사가 성공하였다.
- 11월 2일
  - 메이저 리그 베이스볼 월드 시리즈 7차전에서 휴스턴 애스트로스가 로스앤젤레스 다저스를 5대 1로 꺾고 시리즈 4승 3패로 1962년 창단 이후 55년만에 통산 1번째 우승을 달성하였다.
  - 경기도 고양시 덕양구 화전동∼서울특별시 은평구 신사동 간 도로가 개통되었다.
- 11월 3일 - 콜 오브 듀티: WWll가 출시되었다.
- 11월 16일 - 아시아 프로야구 챔피언십이 일본 도쿄 돔에서 개막하였다.
- 11월 19일 - 아시아 프로야구 챔피언십이 일본 도쿄 돔에서 폐막하였다.
- 11월 23일 - 2018학년도 대학수학능력시험이 실시되었다.
- 12월 1일
  - 경인고속도로 인천 구간이 일반도로로 전환되었다.
  - 닌텐도 스위치가 한국·대만에서 발매되었다.
  - 경북 칠곡군과 군위군 부계면을 잇는 팔공산터널 당일 0시에 개통되었다.
- 12월 6일
  - 아이돌 그룹 더보이즈가 데뷔하였다.
  - 2016~2017 촛불시위 시민들이 독일 에버트 인권상을 수여받았다.
- 12월 7일 - 블레즈-디아뉴 국제공항 개항.
- 12월 8일 - 2017년 EAFF 동아시안컵이 일본에서 개막하였다.
- 12월 10일 - 비마니 시리즈가 20주년을 맞이하였다.
- 12월 13일 - 방탄소년단이 아시아 가수 최초 빌보드 연말차트 톱 아티스트 10위에 올랐다.
- 12월 14일
  - 인기 웹툰 <강철비>의 영화판이 개봉되었다.
  - 스타워즈 에피소드 8 (스타워즈: 라스트 제다이)이 개봉되었다.
- 12월 16일 - 2017년 EAFF 동아시안컵이 일본에서 폐막하였다.
- 12월 22일
  - 경강선 서원주역 ~ 강릉역 구간이 복선전철이 개통되었다.
  - 하이에어 설립
- 12월 27일
  - 기존 중앙선철도 죽령터널이 복선전철화로 선로가 이설되었다.
  - 대한민국의 걸그룹 미쓰에이가 데뷔 7년 만에 해체되었다.
- 12월 28일 - 부산외곽순환고속도로 노포 분기점 ~ 기장 분기점 구간이 개통되었다.
- 12월 29일 - MBC 방송연예대상에서 전현무가 대상수상 하였다.
- 12월 30일 - MBC 연기대상에서 김상중이 대상수상, SBS 연예대상에서 미운 우리 새끼 어머님들 대상수상 하였다. 이예따라 연예인이 아닌 연예인 어머님이 수상하였다.
- 12월 31일 - SBS 연기대상에서 지성이 대상수상, KBS 연기대상에서 김영철, 천호진이 공동수상이었다.

## 탄생
- 2월 16일 - 대한민국의 배우, 모델, 유튜버 기소유.
- 4월 28일 - 대한민국의 래퍼 양동근의 셋째 딸 양실로.
- 8월 21일 - 대한민국의 전 축구 선수, 축구 해설가 박주호의 아들 박건후.
- 8월 31일 - 스웨덴의 베르나도트 왕가의 왕자 달라르나 공작 가브리엘 왕자.
- 10월 14일 - 말레이시아의 이슬람 테밍궁 황제 가문 바카르 이브라힘.

## 사망

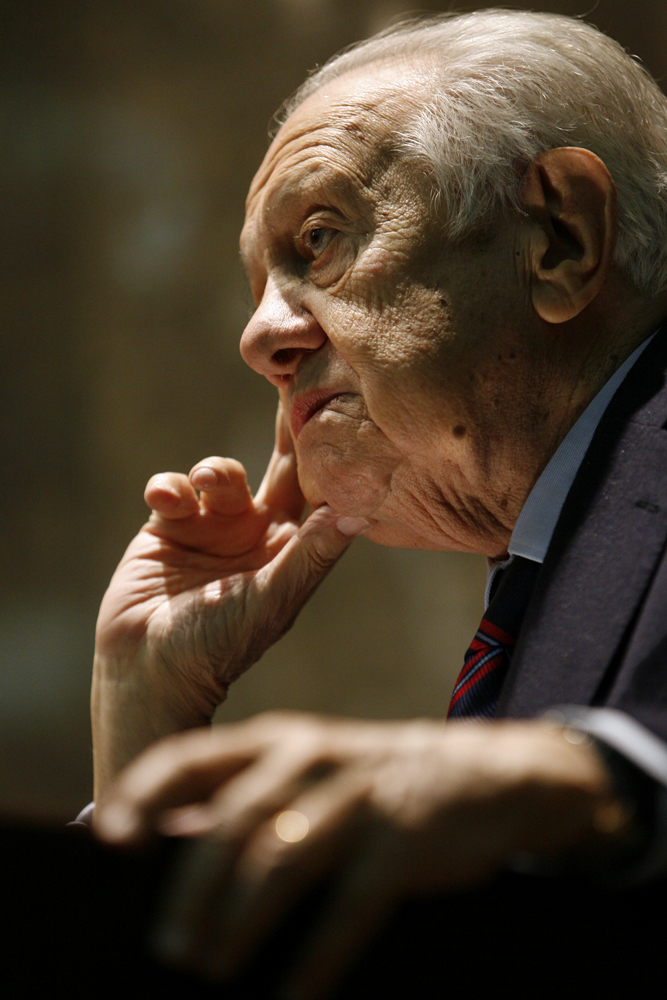
마리우 소아르스

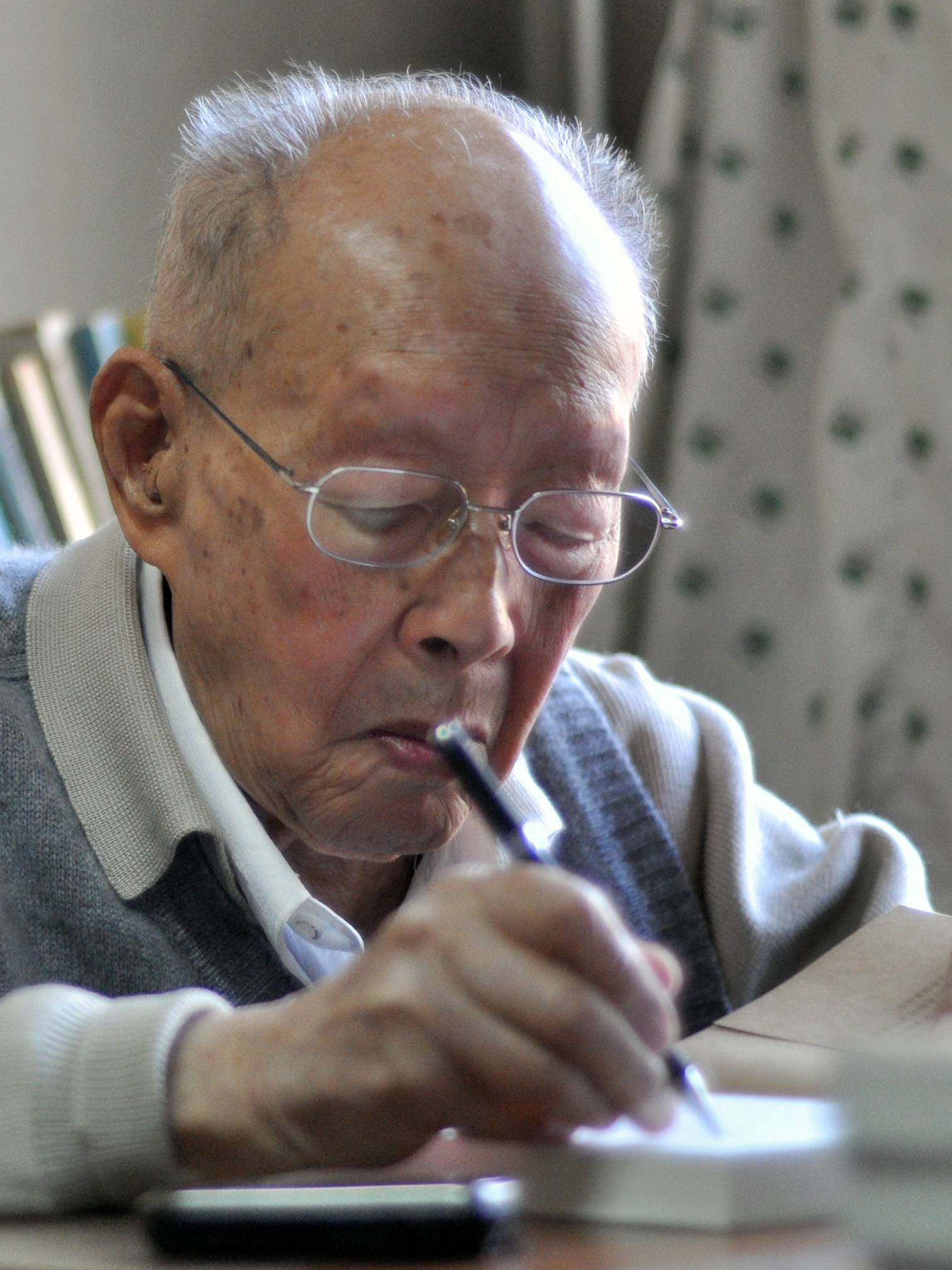
저우유광

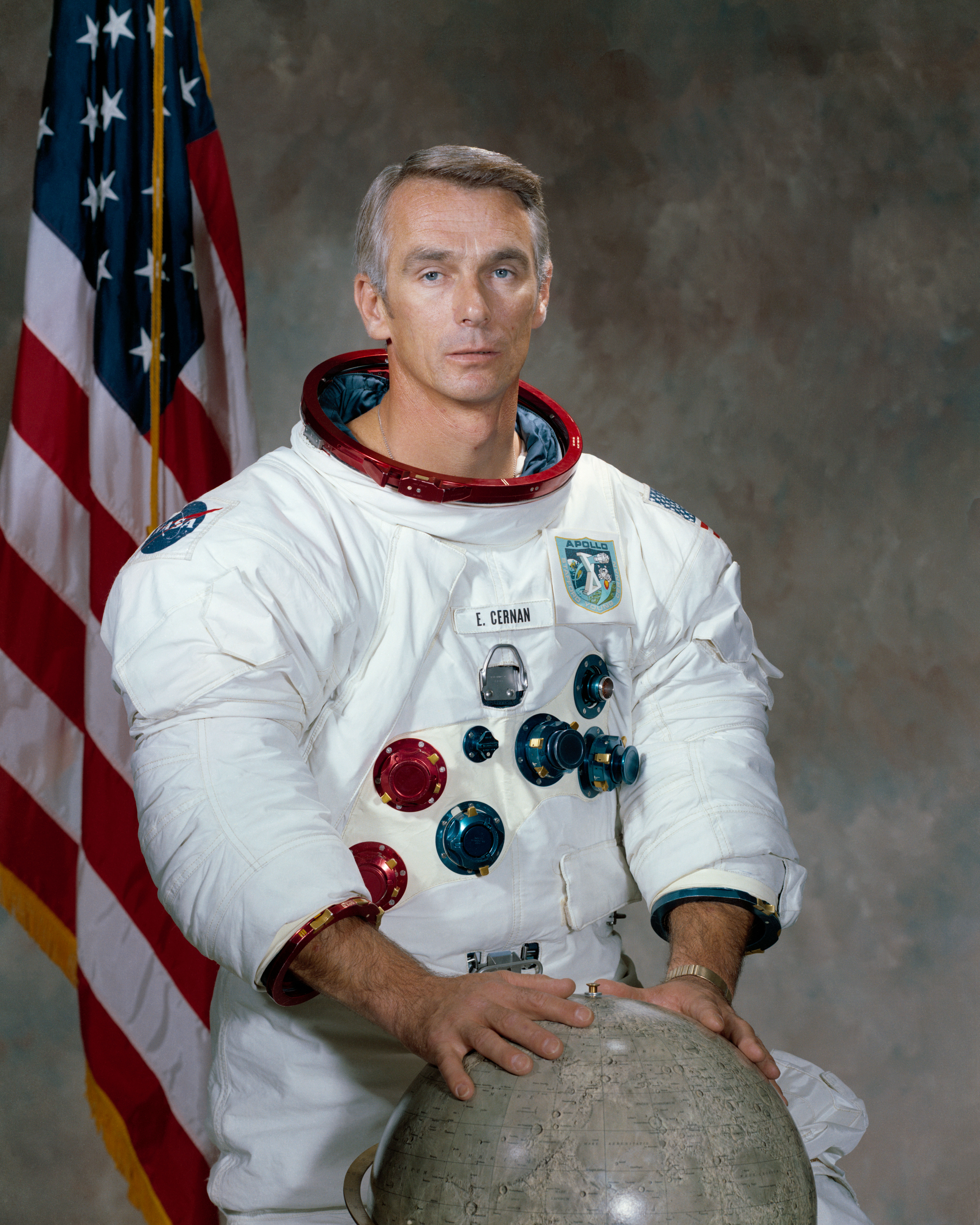
유진 서넌

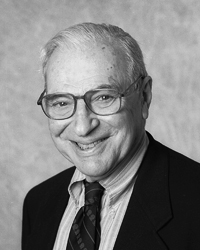
케네스 애로

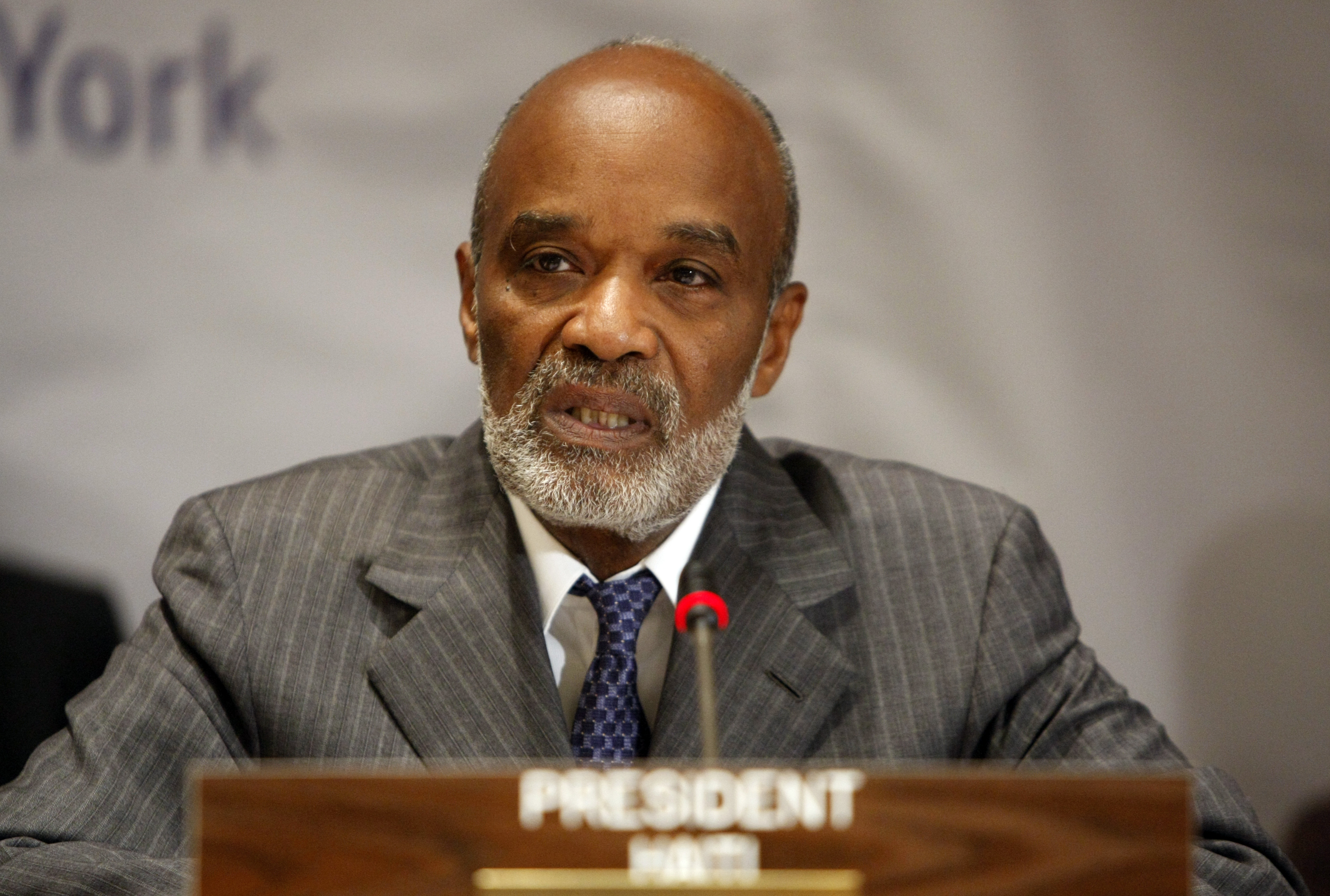
르네 프레발

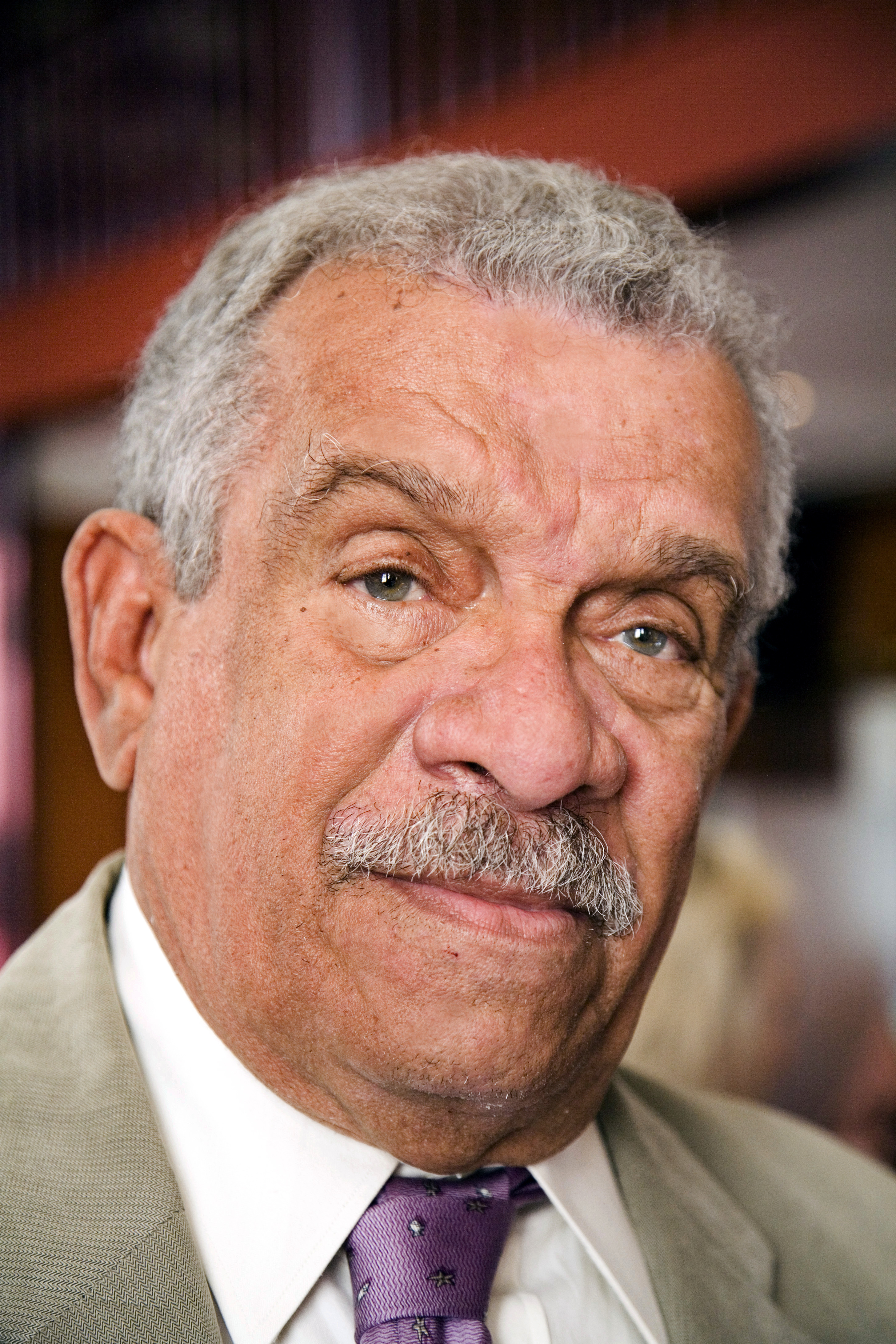
데릭 월컷

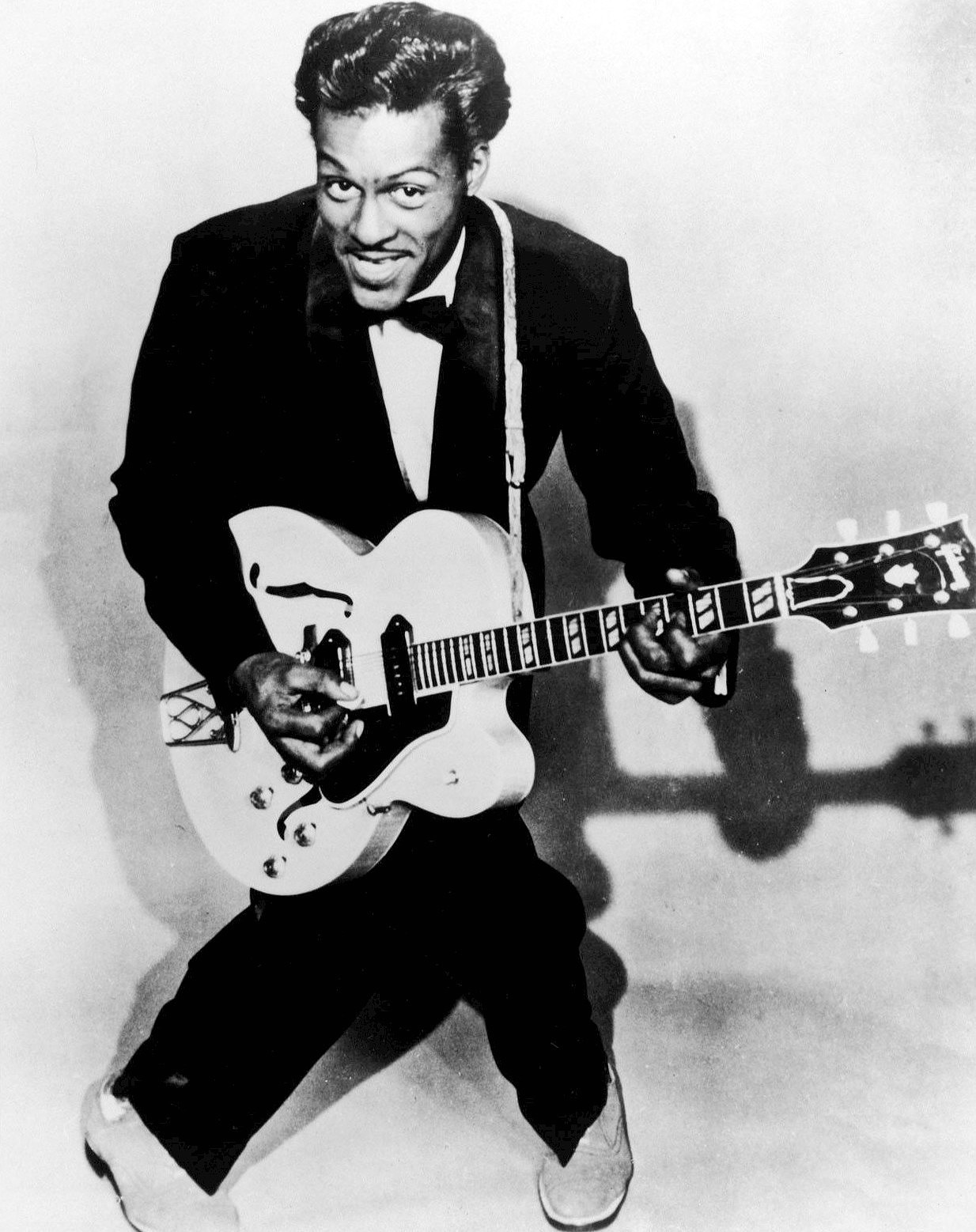
척 베리

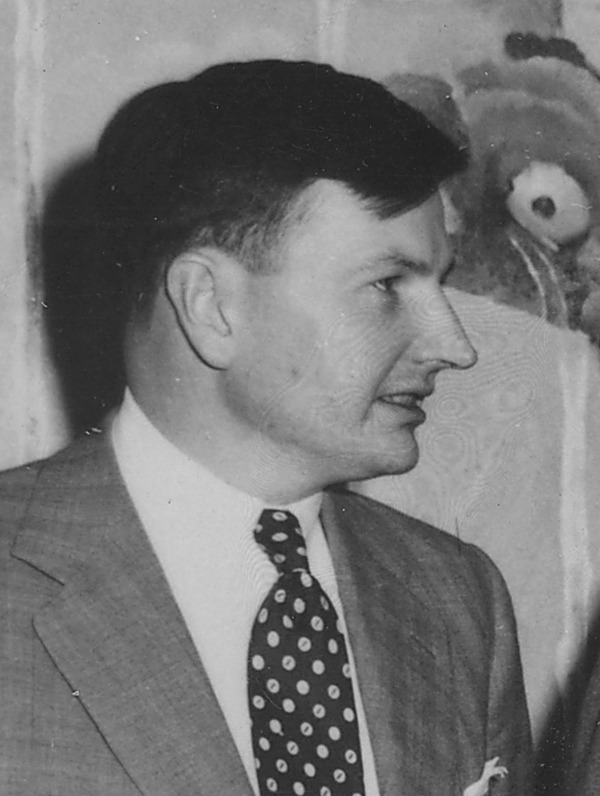
데이비드 록펠러

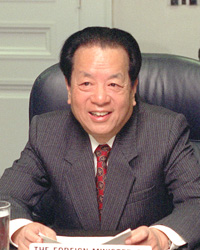
첸치천

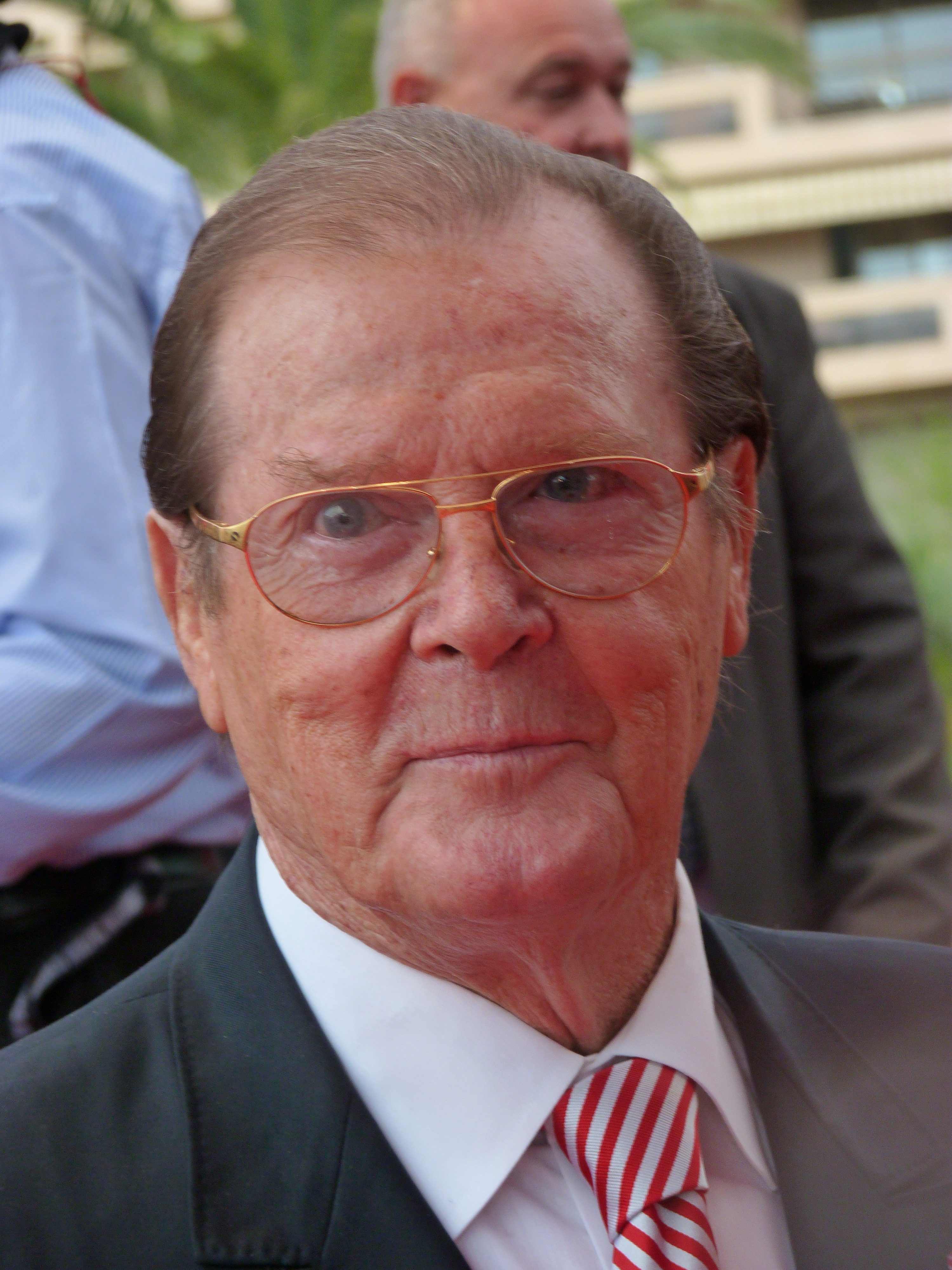
로저 무어

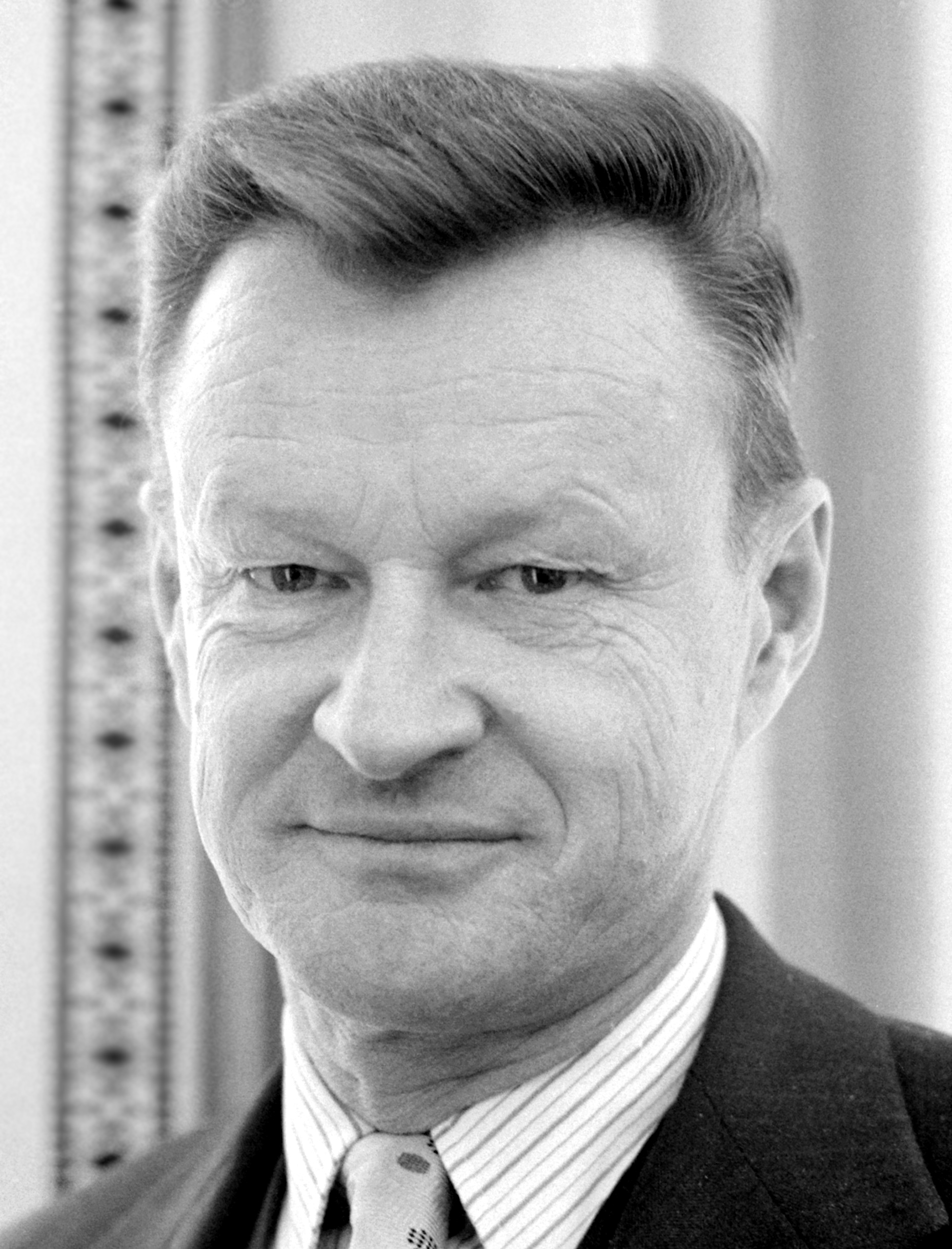
즈비그뉴 브레진스키

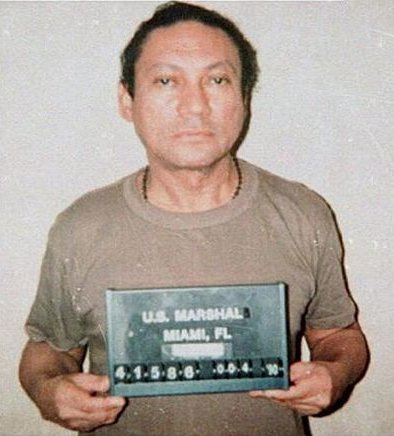
마누엘 노리에가

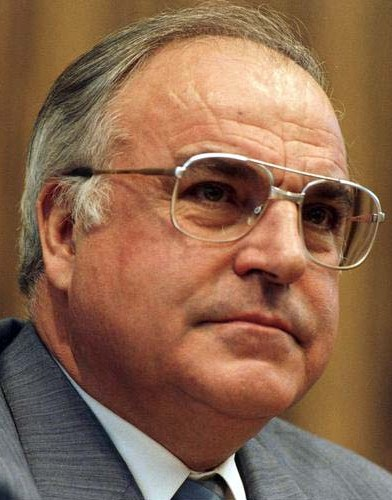
헬무트 콜

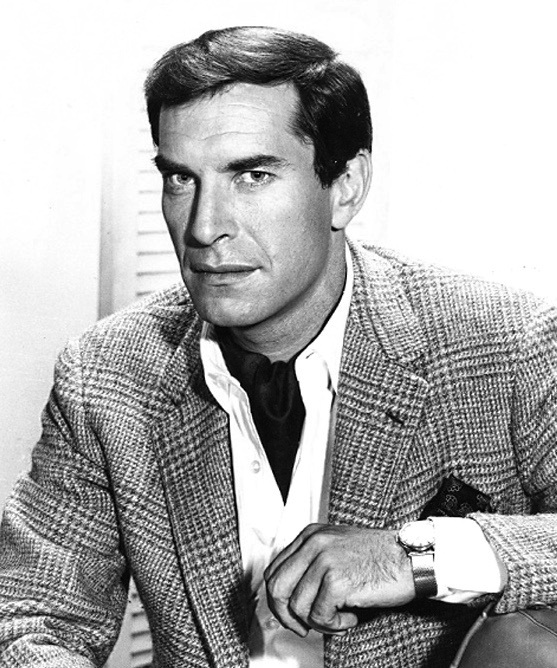
마틴 랜도

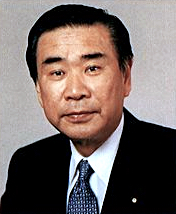
하타 쓰토무

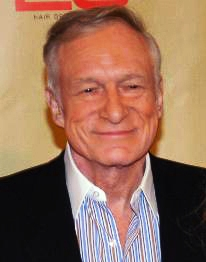
휴 헤프너

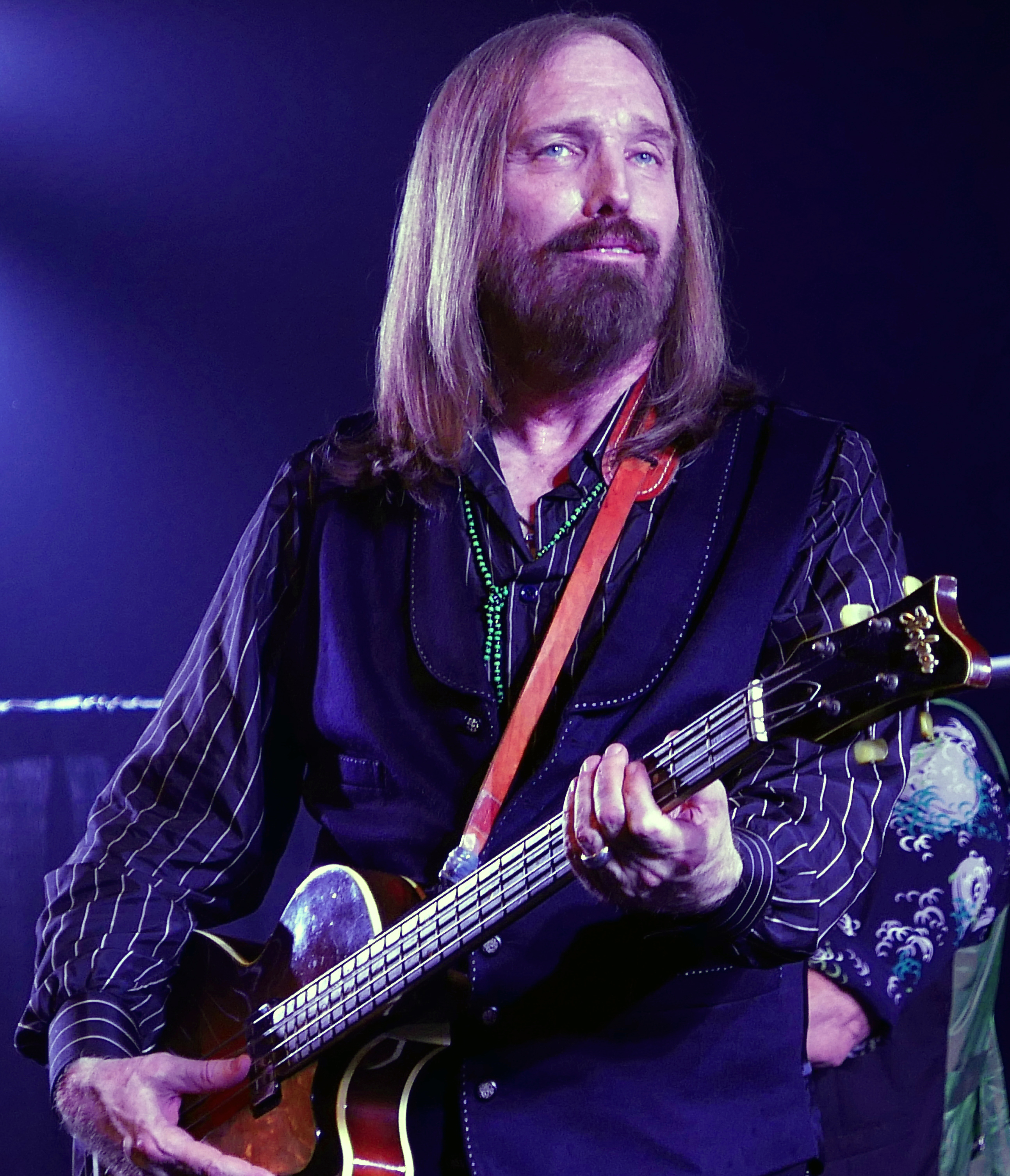
톰 페티

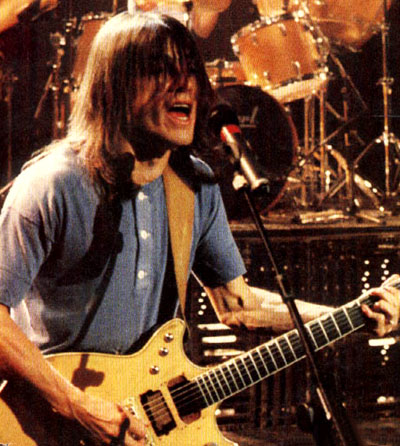
맬컴 영

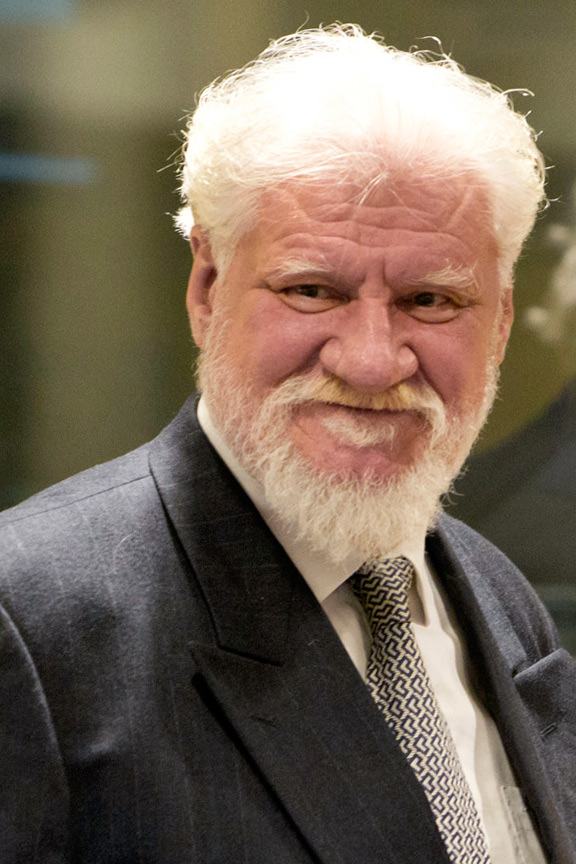
슬로보단 프랄랴크

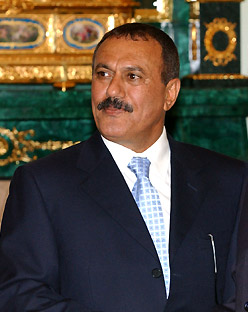
알리 압둘라 살레

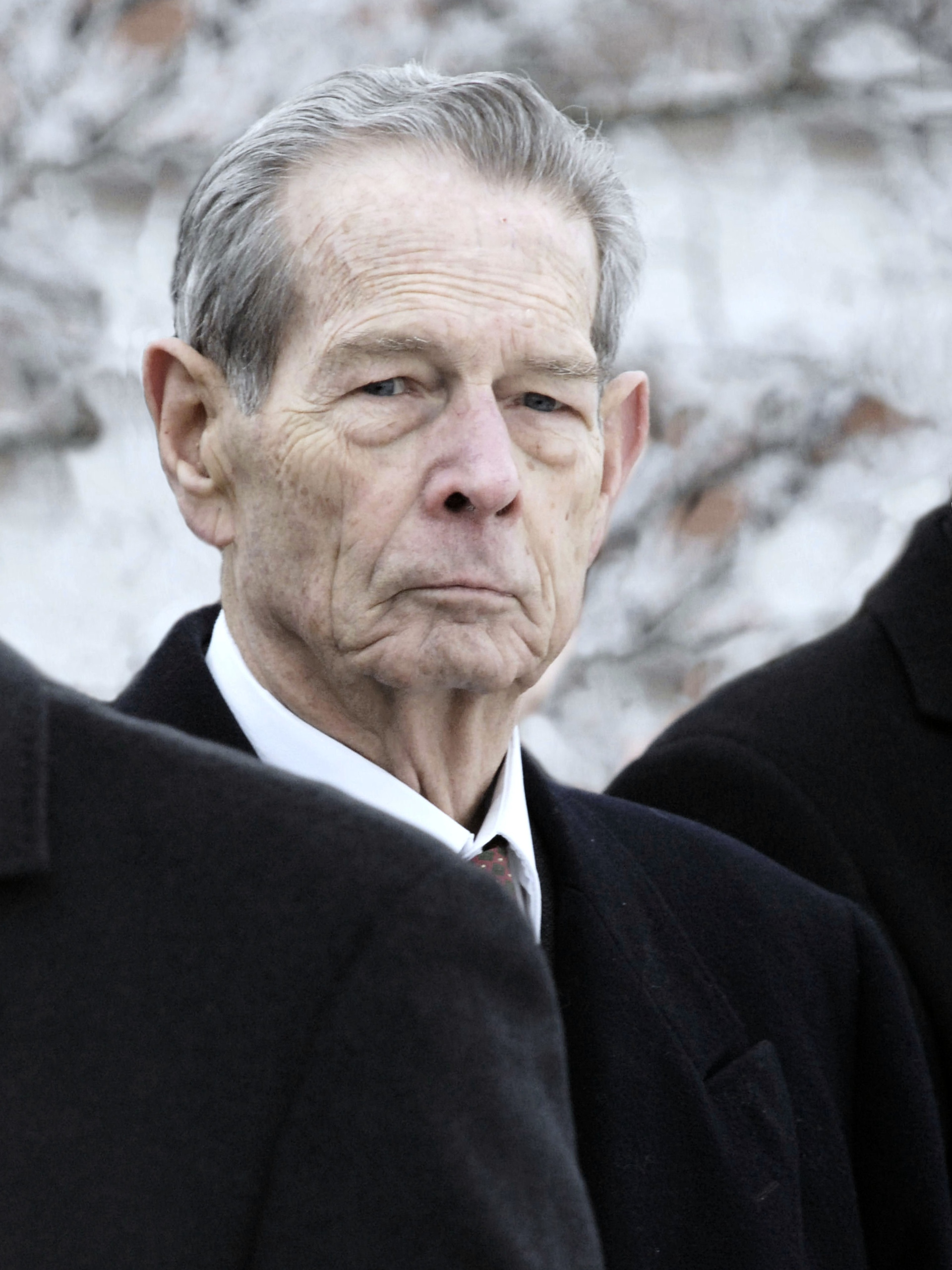
미하이 1세

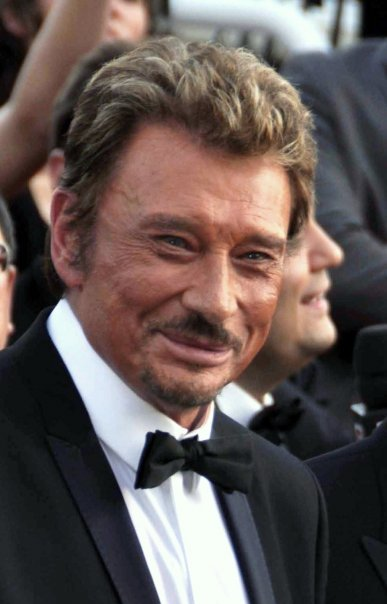
조니 알리데

### 1월
- 1월 2일 - 영국의 작가 존 버거. (1926년~)
- 1월 4일 - 프랑스의 지휘자 조르주 프레트르. (1924년~)
- 1월 5일 - 대한민국의 국악인 성창순. (1934년~)
- 1월 6일 - 인도의 배우 옴 푸리. (1950년~)
- 1월 7일 - 포르투갈의 제17대 대통령 마리우 소아르스. (1924년~)
- 1월 8일 - 이란의 제5~6대 대통령 악바르 하셰미 라프산자니. (1934년~)
- 1월 9일 - 폴란드의 사회학자 지그문트 바우만. (1925년~)
- 1월 10일 - 독일의 제7대 대통령 로만 헤어초크. (1934년~)
- 1월 11일 - 사라왁의 제5대 총리 아데난 사템. (1944년~)
- 1월 12일 - 미국의 작가 윌리엄 피터 블래티. (1928년~)
- 1월 14일 - 중국의 경제학자, 언어학자 저우유광. (1906년~)
- 1월 15일 - 미국의 프로레슬링 선수 지미 스누카. (1943년~)
- 1월 16일 - 미국의 우주비행사 유진 서넌. (1934년~)
- 1월 18일 - 대한민국의 소설가 정미경. (1960년~)
- 1월 19일 - 미국의 배우 미겔 페러. (1955년~)
- 1월 22일
  - 도미니카공화국의 야구 선수 앤디 마르테. (1983년~)
  - 도미니카공화국의 야구 선수 요르다노 벤투라. (1991년~)
- 1월 23일 - 대한민국의 독립운동가 위제하. (1920년~)
- 1월 25일 - 미국의 배우 메리 타일러 무어. (1936년~)
- 1월 27일
  - 영국의 배우 존 허트. (1940년~)
  - 프랑스의 배우 에마뉘엘 리바. (1927년~)
- 1월 29일 - 대한민국의 독립운동가 이갑상. (1924년~)
- 1월 31일
  - 대한민국의 정치인 강봉균. (1943년~)
  - 잉글랜드의 음악가 존 웨튼. (1949년~)

### 2월
- 2월 2일 - 대한민국의 정치인 한광석. (1918년~)
- 2월 4일 - 대한민국의 정치인 서영훈. (1920년~)
- 2월 6일 - 대한민국의 배우 김길호. (1935년~)
- 2월 7일
  - 미국의 배우 리처드 해치. (1945년~)
  - 스웨덴의 의사, 통계학자 한스 로슬링. (1948년~)
- 2월 8일
  - 영국의 물리학자 피터 맨스필드. (1933년~)
  - 일본의 가수, 배우, 모델 마쓰노 리나. (1998년~)
- 2월 11일
  - 일본의 만화작가 다니구치 지로. (1947년~)
  - 미국의 농구 선수 파브 멜루. (1990년~)
- 2월 12일 - 미국의 가수 알 재로. (1940년~)
- 2월 13일
  - 조선민주주의인민공화국의 정치인 김정남. (1971년~)
  - 일본의 영화감독 스즈키 세이준
- 2월 19일
  - 대한민국의 배우 김지영. (?~)
  - 대한민국의 국악인 박송희. (1927년~)
- 2월 21일
  - 미국의 경제학자 케네스 애로. (1921년~)
  - 미국의 작곡가, 지휘자 스타니스와프 스크로바체프스키. (1923년~)
- 2월 22일 - 대한민국의 아나운서 박태남. (1959년~)
- 2월 24일 - 대한민국의 좌익운동가 박덕남. (1920년~)
- 2월 26일 - 미국의 영화배우 빌 팩스턴

### 3월
- 3월 2일 - 대한민국의 배우 민욱. (1947년~)
- 3월 3일
  - 아이티의 제38대 대통령 르네 프레발.
  - 프랑스의 축구선수 레몽 코파
  - 미국의 가수 토미 페이지
- 3월 8일
  - 중화민국의 정치인 리위안추. (1923년~)
  - 대한민국의 수영 선수 김봉조. (1947년~)
- 3월 10일 - 영국의 자동차 경주 선수 존 서티스. (1934년~)
- 3월 14일 - 일본의 배우 와타세 츠네히코. (1944년~)
- 3월 17일 - 세인트루시아의 시인 데릭 월컷
- 3월 18일 - 미국의 가수 척 베리
- 3월 20일 - 미국의 사업가 데이비드 록펠러. (1915년~)
- 3월 24일 - 대한민국의 경찰공무원 최중락
- 3월 25일 - 대한민국의 소설가 허근욱
- 3월 26일 - 대한민국의 철학자 박이문
- 3월 30일 - 조선민주주의인민공화국의 정치인 김기룡

### 4월
- 4월 1일 - 대한민국의 시인 김종길
- 4월 6일 - 미국의 영화배우 돈 리클스
- 4월 7일
  - 대한민국의 정치인 김용환
  - 영국의 배우 팀 피곳 스미스
- 4월 8일
  - 대한민국의 시인 황금찬
  - 대한민국의 영화감독 박남옥
- 4월 9일 - 대한민국의 배우 김영애
- 4월 12일 - 미국의 영화배우 찰리 머피
- 4월 15일
  - 파나마의 축구선수 아밀카르 엔리케스
  - 이탈리아의 초백세인. 세계에서 마지막으로 생존한 1800년대 인물 엠마 모라노
- 4월 20일 - 대한민국의 국회의원 장덕진
- 4월 21일
  - 대한민국의 정치인 한병기
  - 영국의 축구선수 우고 에히오구
- 4월 22일
  - 이탈리아의 사이클 선수 미켈레 스카르포니. (1979년~)
  - 일본의 정치인 나카이 히로시. (1942년~)
- 4월 26일 - 미국의 영화감독 조너선 데미

### 5월
- 5월 9일
  - 중화인민공화국의 정치가 첸치천
  - 미국의 영화배우 마이클 파크스
- 5월 12일 - 대한민국의 정치인 이승복. (~1923년)
- 5월 14일 - 미국의 영화배우 파워스 부스
- 5월 15일 - 대한민국의 기업인 이인구
- 5월 18일 - 미국의 가수 크리스 코넬
- 5월 21일 - 대한민국 태생 미국 입양인 출신 화제인물 필립 클레이
- 5월 23일 - 영국의 영화배우 로저 무어
- 5월 24일 - 일본의 정치인 요사노 가오루
- 5월 26일 - 미국의 정치학자 즈비그뉴 브레진스키
- 5월 27일
  - 대한민국의 정치인 현홍주
  - 미국의 가수 그레그 올먼
- 5월 29일 - 파나마의 군인 마누엘 노리에가. (1934년~)

### 6월
- 6월 2일 - 잉글랜드의 배우 피터 샐리스
- 6월 4일 - 대한민국의 정치인 권익현. (1934년~)
- 6월 5일 - 코트디부아르의 축구선수 셰이크 티오테
- 6월 6일 - 대한민국의 만화가 신동헌
- 6월 8일 - 미국의 배우 글렌 헤들리
- 6월 9일 - 미국의 배우 애덤 웨스트
- 6월 12일 - 대한민국의 뮤지컬 배우 송남영
- 6월 16일
  - 대한민국의 배우 윤소정
  - 독일의 연방수상 헬무트 콜
  - 미국의 영화감독 존 G. 아빌드센
- 6월 19일 - 인도의 추기경 이반 디아스
- 6월 20일 - 대한민국의 그래픽 디자이너 양승춘
- 6월 24일 - 대한민국의 방송인 박원웅
- 6월 27일
  - 대한민국의 마라톤선수 서윤복
  - 스웨덴의 배우 미카엘 뉘크비스트
- 6월 30일 - 프랑스의 법조인, 정치인 시몬 베유

### 7월
- 7월 1일 - 대한민국의 소설가 박상륭
- 7월 4일
- 7월 5일
  - 독일의 추기경 요아힘 마이스너
  - 대한민국의 개그맨 조금산
- 7월 8일
  - 미국의 배우 넬슨 엘리스
  - 이탈리아의 배우 엘사 마르티넬리
- 7월 11일 - 대한민국의 정치인 손주항
- 7월 13일 - 중화인민공화국의 작가 류샤오보
- 7월 15일
  - 이란의 수학자 마리암 미르자하니
  - 미국의 배우 마틴 랜도
- 7월 16일 - 미국의 영화감독 조지 A. 로메로
- 7월 19일 - 대한민국의 정치인 이찬혁
- 7월 20일 - 미국의 가수 체스터 베닝턴
- 7월 21일 - 미국의 영화배우 존 허드
- 7월 24일 - 대한민국의 기업인 강훈
- 7월 27일 - 미국의 배우 샘 셰퍼드
- 7월 28일 - 대한민국의 성우 김병관
- 7월 31일 - 프랑스의 배우 잔 모로

### 8월
- 8월 3일 - 잉글랜드의 배우 로버트 하디
- 8월 5일 - 이탈리아의 추기경 디오니지 테타만치. (1934년~)
- 8월 7일 - 미국의 야구선수 돈 베일러
- 8월 19일 - 잉글랜드의 소설가 브라이언 올디스
- 8월 25일 - 대한민국의 군인 오자복
- 8월 28일
  - 대한민국의 가수 조동진
  - 일본의 정치인 하타 쓰토무
  - 프랑스의 배우 미레유 다르크

### 9월
- 9월 1일 - 영국의 추기경 코맥 머피오코너
- 9월 5일 - 대한민국의 소설가 마광수
- 9월 7일 - 대한민국의 영화감독 김기덕
- 9월 11일 - 말레이시아의 국왕 압둘 할림
- 9월 15일 - 미국의 배우 해리 딘 스탠턴
- 9월 19일 - 대한민국의 가수 윤희상
- 9월 22일 - 대한민국의 군인 신우식
- 9월 26일 - 대한민국의 공무원 도태호
- 9월 27일 - 미국의 사업가 휴 헤프너
- 9월 28일 - 대한민국의 시인 정진규

### 10월
- 10월 2일 - 미국의 가수 톰 페티
- 10월 3일
  - 대한민국의 스포츠행정가 김운용
  - 이라크의 정치인 잘랄 탈라바니
- 10월 5일 - 프랑스의 배우, 작가 안 비아젬스키
- 10월 6일 - 대한민국의 모델 이의수
- 10월 9일 - 대한민국의 의사 정재원
- 10월 10일 - 대한민국의 축구감독 조진호
- 10월 14일 - 대한민국의 영화배우 김보애
- 10월 15일 - 대한민국의 바둑기사 심종식
- 10월 16일 - 대한민국의 배우, 가수 황치훈
- 10월 17일 - 프랑스의 배우 다니엘 다리외
- 10월 18일 - 필리핀의 추기경 리카르도 비달
- 10월 21일 - 대한민국의 야구선수 박은진
- 10월 24일 - 미국의 영화배우 로버트 기욤
- 10월 28일 - 대한민국의 작가 임충
- 10월 30일
  - 대한민국의 배우 김주혁
  - 대한민국의 가수 도민호

### 11월
- 11월 5일 - 대한민국의 법조인 변정수
- 11월 6일
  - 대한민국의 군인 윤성민
  - 대한민국의 검사 변창훈
- 11월 7일 - 미국의 야구선수 로이 할러데이
- 11월 8일 - 대한민국의 시인 조정권
- 11월 13일 - 미국의 야구선수 보비 도어
- 11월 14일
  - 대한민국의 군인 이대용
  - 대한민국의 정치인 서인석
- 11월 16일 - 일본의 성우 츠루 히로미
- 11월 18일 - 오스트레일리아의 음악가 맬컴 영
- 11월 19일
  - 미국의 범죄자 찰스 맨슨
  - 체코의 테니스선수 야나 노보트나
- 11월 21일 - 미국의 배우 데이비드 캐시디
- 11월 22일
  - 대한민국의 수필가 황태영
  - 러시아의 성악가 드미트리 흐보로스톱스키
- 11월 27일 - 대한민국의 배우 이미지
- 11월 29일 - 크로아티아의 군인 슬로보단 프랄랴크
- 11월 30일 - 미국의 배우 겸 희극인 짐 네이버스. (1930년~)

### 12월
- 12월 4일
  - 예맨의 제1~3대 대통령 알리 압둘라 살레
  - 인도의 영화배우 샤시 카푸르
  - 스페인의 정치인 마누엘 마린
  - 영국의 모델 크리스틴 킬러
- 12월 5일 - 루마니아의 국왕 미하이 1세
- 12월 6일 - 프랑스의 가수이자 배우 조니 알리데
- 12월 7일 - 중화인민공화국의 영화배우 장한
- 12월 9일 - 대한민국의 정치인 오치성
- 12월 11일 - 미국의 군인 찰스 로버트 젱킨스
- 12월 16일 - 미국의 가수 킬리 스미스
- 12월 18일
  - 대한민국의 가수 종현. (1990년~)
  - 대한민국의 개그우먼 최서인
- 12월 20일 - 대한민국의 가수 나애심
- 12월 28일
  - 미국의 배우 로즈 마리
  - 미국의 작가 수 그래프턴

## 노벨상
- 경제학상: 리처드 탈러
- 문학상: 가즈오 이시구로
- 물리학상: 배리 배리시, 킵 손, 라이너 바이스
- 생리학 및 의학상: 제프리 C. 홀, 마이클 로스배시, 마이클 W. 영
- 평화상: 핵무기 폐기 국제 운동
- 화학상: 자크 뒤보셰, 요아힘 프랑크, 리처드 헨더슨

## 달력
| 1월 |    |    |    |    |    |    |
| 일  | 월 | 화 | 수 | 목 | 금 | 토 |
| 1   | 2  | 3  | 4  | 5  | 6  | 7  |
| 8   | 9  | 10 | 11 | 12 | 13 | 14 |
| 15  | 16 | 17 | 18 | 19 | 20 | 21 |
| 22  | 23 | 24 | 25 | 26 | 27 | 28 |
| 29  | 30 | 31 |    |    |    |    |

| 2월 |    |    |    |    |    |    |
| 일  | 월 | 화 | 수 | 목 | 금 | 토 |
|     |    |    | 1  | 2  | 3  | 4  |
| 5   | 6  | 7  | 8  | 9  | 10 | 11 |
| 12  | 13 | 14 | 15 | 16 | 17 | 18 |
| 19  | 20 | 21 | 22 | 23 | 24 | 25 |
| 26  | 27 | 28 |    |    |    |    |

| 3월 |    |    |    |    |    |    |
| 일  | 월 | 화 | 수 | 목 | 금 | 토 |
|     |    |    | 1  | 2  | 3  | 4  |
| 5   | 6  | 7  | 8  | 9  | 10 | 11 |
| 12  | 13 | 14 | 15 | 16 | 17 | 18 |
| 19  | 20 | 21 | 22 | 23 | 24 | 25 |
| 26  | 27 | 28 | 29 | 30 | 31 |    |

| 4월 |    |    |    |    |    |    |
| 일  | 월 | 화 | 수 | 목 | 금 | 토 |
|     |    |    |    |    |    | 1  |
| 2   | 3  | 4  | 5  | 6  | 7  | 8  |
| 9   | 10 | 11 | 12 | 13 | 14 | 15 |
| 16  | 17 | 18 | 19 | 20 | 21 | 22 |
| 23  | 24 | 25 | 26 | 27 | 28 | 29 |
| 30  |    |    |    |    |    |    |

| 5월 |    |    |    |    |    |    |
| 일  | 월 | 화 | 수 | 목 | 금 | 토 |
|     | 1  | 2  | 3  | 4  | 5  | 6  |
| 7   | 8  | 9  | 10 | 11 | 12 | 13 |
| 14  | 15 | 16 | 17 | 18 | 19 | 20 |
| 21  | 22 | 23 | 24 | 25 | 26 | 27 |
| 28  | 29 | 30 | 31 |    |    |    |

| 6월 |    |    |    |    |    |    |
| 일  | 월 | 화 | 수 | 목 | 금 | 토 |
|     |    |    |    | 1  | 2  | 3  |
| 4   | 5  | 6  | 7  | 8  | 9  | 10 |
| 11  | 12 | 13 | 14 | 15 | 16 | 17 |
| 18  | 19 | 20 | 21 | 22 | 23 | 24 |
| 25  | 26 | 27 | 28 | 29 | 30 |    |

| 7월 |    |    |    |    |    |    |
| 일  | 월 | 화 | 수 | 목 | 금 | 토 |
|     |    |    |    |    |    | 1  |
| 2   | 3  | 4  | 5  | 6  | 7  | 8  |
| 9   | 10 | 11 | 12 | 13 | 14 | 15 |
| 16  | 17 | 18 | 19 | 20 | 21 | 22 |
| 23  | 24 | 25 | 26 | 27 | 28 | 29 |
| 30  | 31 |    |    |    |    |    |

| 8월 |    |    |    |    |    |    |
| 일  | 월 | 화 | 수 | 목 | 금 | 토 |
|     |    | 1  | 2  | 3  | 4  | 5  |
| 6   | 7  | 8  | 9  | 10 | 11 | 12 |
| 13  | 14 | 15 | 16 | 17 | 18 | 19 |
| 20  | 21 | 22 | 23 | 24 | 25 | 26 |
| 27  | 28 | 29 | 30 | 31 |    |    |

| 9월 |    |    |    |    |    |    |
| 일  | 월 | 화 | 수 | 목 | 금 | 토 |
|     |    |    |    |    | 1  | 2  |
| 3   | 4  | 5  | 6  | 7  | 8  | 9  |
| 10  | 11 | 12 | 13 | 14 | 15 | 16 |
| 17  | 18 | 19 | 20 | 21 | 22 | 23 |
| 24  | 25 | 26 | 27 | 28 | 29 | 30 |

| 10월 |    |    |    |    |    |    |
| 일   | 월 | 화 | 수 | 목 | 금 | 토 |
| 1    | 2  | 3  | 4  | 5  | 6  | 7  |
| 8    | 9  | 10 | 11 | 12 | 13 | 14 |
| 15   | 16 | 17 | 18 | 19 | 20 | 21 |
| 22   | 23 | 24 | 25 | 26 | 27 | 28 |
| 29   | 30 | 31 |    |    |    |    |

| 11월 |    |    |    |    |    |    |
| 일   | 월 | 화 | 수 | 목 | 금 | 토 |
|      |    |    | 1  | 2  | 3  | 4  |
| 5    | 6  | 7  | 8  | 9  | 10 | 11 |
| 12   | 13 | 14 | 15 | 16 | 17 | 18 |
| 19   | 20 | 21 | 22 | 23 | 24 | 25 |
| 26   | 27 | 28 | 29 | 30 |    |    |

| 12월 |    |    |    |    |    |    |
| 일   | 월 | 화 | 수 | 목 | 금 | 토 |
|      |    |    |    |    | 1  | 2  |
| 3    | 4  | 5  | 6  | 7  | 8  | 9  |
| 10   | 11 | 12 | 13 | 14 | 15 | 16 |
| 17   | 18 | 19 | 20 | 21 | 22 | 23 |
| 24   | 25 | 26 | 27 | 28 | 29 | 30 |
| 31   |    |    |    |    |    |    |

### 음양력 대조 일람
| 음력월 | 월건 | 대소 | 음력 1일의 양력 월일 | 음력 1일 간지 |
| ------ | ---- | ---- | -------------------- | ------------- |
| 1월    | 임인 | 소   | 1월 28일             | 을묘          |
| 2월    | 계묘 | 대   | 2월 26일             | 갑신          |
| 3월    | 갑진 | 소   | 3월 28일             | 갑인          |
| 4월    | 을사 | 대   | 4월 26일             | 계미          |
| 5월    | 병오 | 소   | 5월 26일             | 계축          |
| 윤5월  |      | 소   | 6월 24일             | 임오          |
| 6월    | 정미 | 대   | 7월 23일             | 신해          |
| 7월    | 무신 | 소   | 8월 22일             | 신사          |
| 8월    | 기유 | 대   | 9월 20일             | 경술          |
| 9월    | 경술 | 소   | 10월 20일            | 경진          |
| 10월   | 신해 | 대   | 11월 18일            | 기유          |
| 11월   | 임자 | 대   | 12월 18일            | 기묘          |
| 12월   | 계축 | 대   | 2018년 1월 17일      | 기유          |

### 연휴
- 1월 27일 (금) ~ 1월 30일 (월) - 설날 연휴 (4일)
- 4월 29일 (토) ~ 5월 9일 (화) - 노동절·부처님 오신 날·어린이날·19대 대선 징검다리 황금연휴 (11일)
- 6월 3일 (토) ~ 6월 6일 (화) - 현충일 징검다리 연휴 (4일)
- 8월 12일 (토) ~ 8월 15일 (화) - 광복절 징검다리 연휴 (4일)
- 9월 30일 (토) ~ 10월 9일 (월) - 개천절·추석·한글날 연휴 (10일)
- 12월 23일 (토) ~ 12월 25일 (월) - 크리스마스 연휴 (3일)
- 12월 30일 (토) ~ 2018년 1월 1일 (월) - 새해 첫날 연휴 (3일)